# Arge tergestina
Arge tergestina is een vliesvleugelig insect uit de familie van de Argidae. De wetenschappelijke naam van de soort is voor het eerst geldig gepubliceerd in 1876 door Kriechbaumer.